# Waldi Esajas
Waldi Esajas (? - 2013) was een Surinaams politicus. Hij was van 1969 tot 1973 lid van de Staten van Suriname en van 1987 tot 1990 onderminister van Landbouw, Veeteelt en Visserij.

## Biografie
Waldi Esajas was landbouwleraar en werd als lid van de Progressieve Nationale Partij (PNP) tijdens verkiezingen van 1969 verkozen voor een zetel in de Staten van Suriname. Hierbij wist hij de NPS-verdette Johan Kraag in het kleine kokosdistrict Coronie te verslaan met 658 stemmen voor Esajas en 505 voor Kraag. Hij nam voor de PNP ook deel aan de verkiezingen van 1973, maar de partij verwierf toen geen zetel.
Medio 1973 werd hij benoemd tot districtsleider van Coronie voor het ministerie van Landbouw, Veeteelt en Visserij (LVV). Een klein jaar later werd zijn post overgenomen door Ronnie Silos en werd hij overgeplaatst naar het hoofdkantoor van LVV.
In de jaren 1970 of 1980 stapte hij over naar de Vooruitstrevende Hervormings Partij (VHP). Van 1987 tot 1990 was hij onderminister van het ministerie van LVV, in de kabinetten Wijdenbosch I en Shankar.
Eind jaren 1980 was hij inmiddels hoofdbestuurslid van de VHP en later werd hij uitgeroepen tot erelid.